# گاملبی
گاملبی (به آلمانی: Gammelby) یک شهر در آلمان است که در رندسبورگ-اکرنفورده واقع شده‌است.
 گاملبی  ۵۱۶ نفر جمعیت دارد.